# Dominanta (Gorzów Wielkopolski)
Dominanta, nazývaná také Info Glob, je ocelová rozhledna ve čtvrti Zawarcie města Gorzów Wielkopolski v Lubušském vojvodství v západním Polsku. Nachází se také na levém břehu řeky Warta v geomorfologickém celku Kotlina Gorzowska.

## Historie a popis
Rozhledna Dominanta je postavena ve středu velkého kruhového objezdu Rondo świętego Jerzego. Výstavba kruhového objezdu byla dokončena v roce 2006 a v roce 2007 byla na věži postavena vyhlídková plošina a budova byla oficiálně otevřena 18. července 2008. Věž se skládá z příhradové konstrukce koule ala Ažur, která je u vyhlídkové plošiny, ocelového a skleněného příhradového válce s vnitřním točitým schodištěm a 18 ohnutými podpěrami ve tvaru blesků. Stěny jsou pokryty názvy různých měst s uvedením jejich vzdálenosti od Dominanty a názvy partnerských měst Gorzówa Wielkopolského. Výška věže je 20 metrů. Na budově byla instalována třímetrová elektronická tabule zobrazující zprávy z Gorzówa Wielkopolského, teplotu a důležitá oznámení. Do věže vedou dva podzemní vchody z ulic Przemysłowa a Grobla. V podzemí rozhledny jsou podchody a několik obchodů. Uprostřed podzemí je umístěna půlkulová fontána na mozaice znázorňující větrnou růžici. Existují také kritici stavby rozhledny.

## Další informace
Rozhledna je přístupná jen v době otevření.[zdroj?]

## Galerie

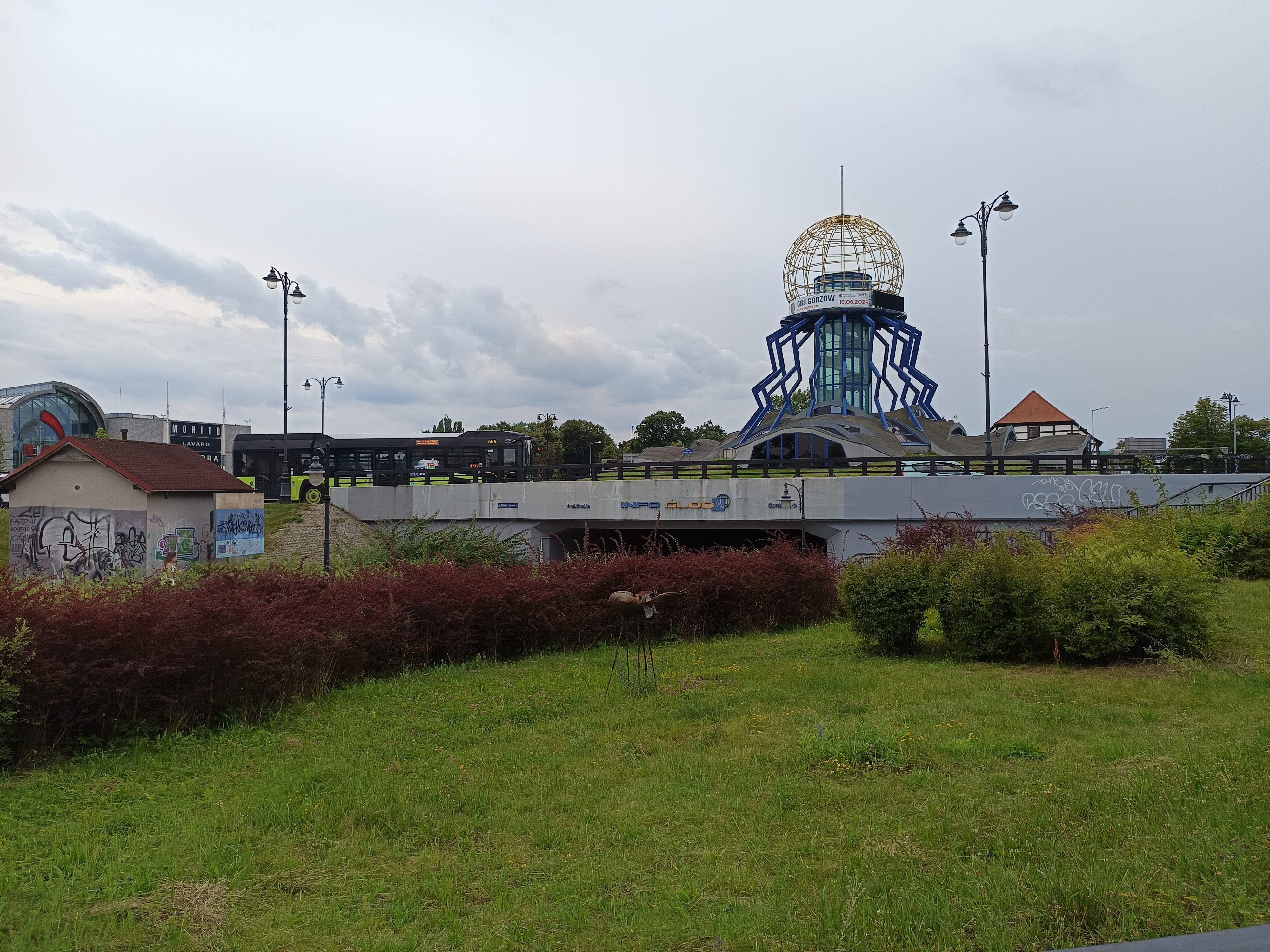
Exteriér ve dne
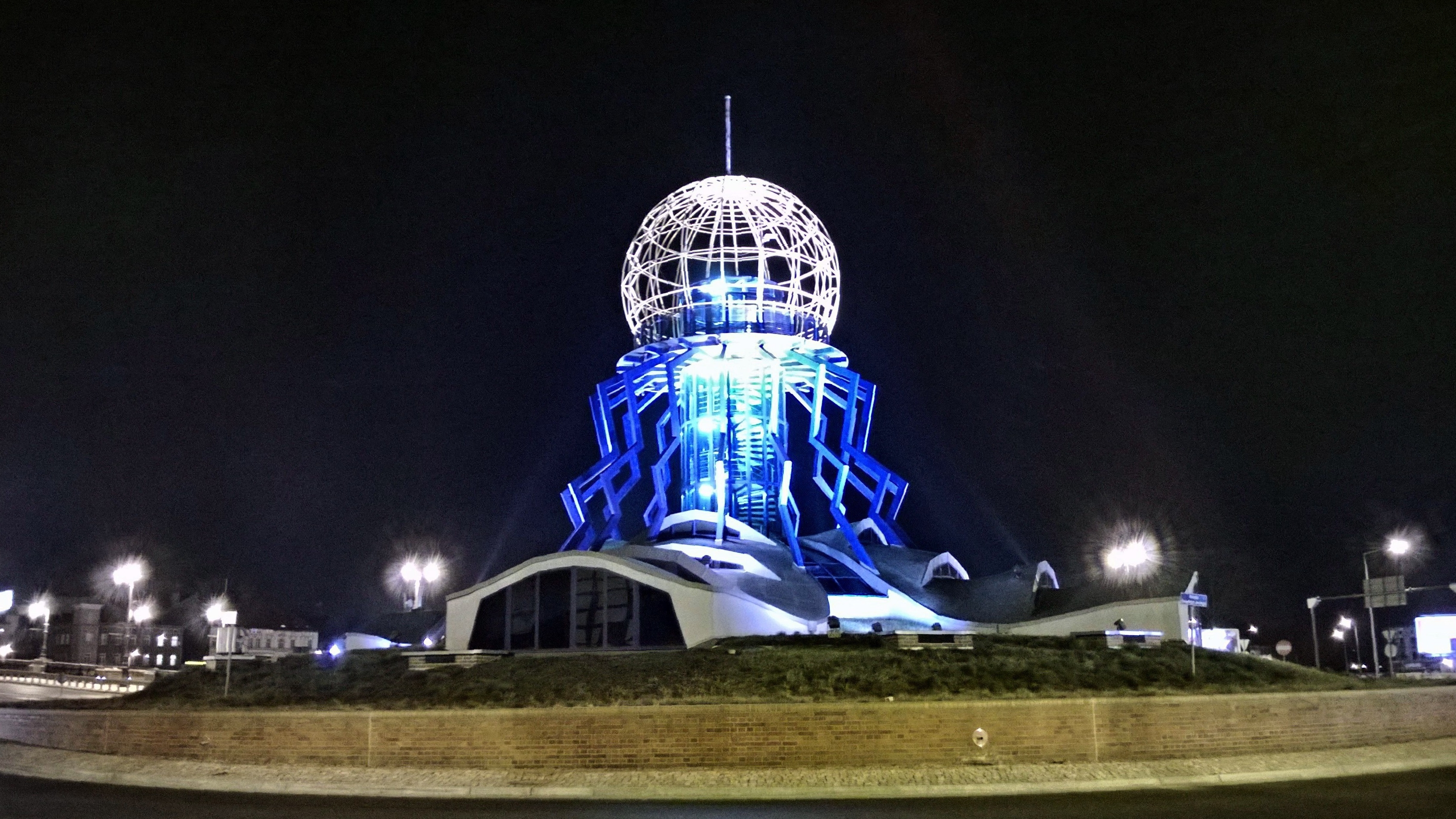
Exteriér v noci
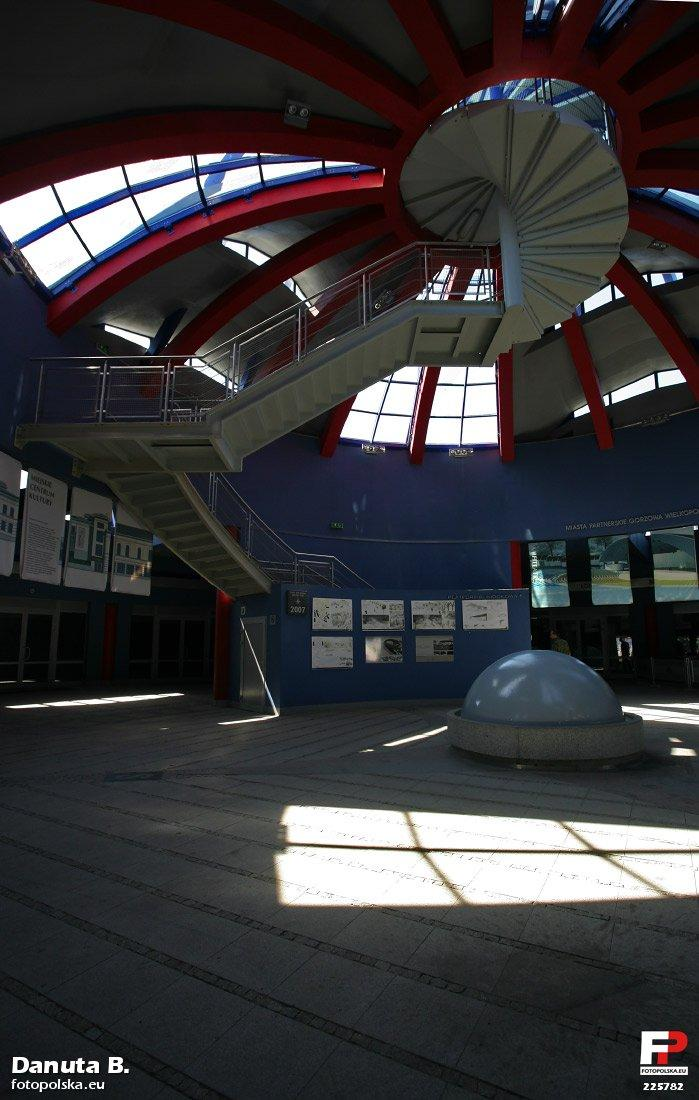
Interiér
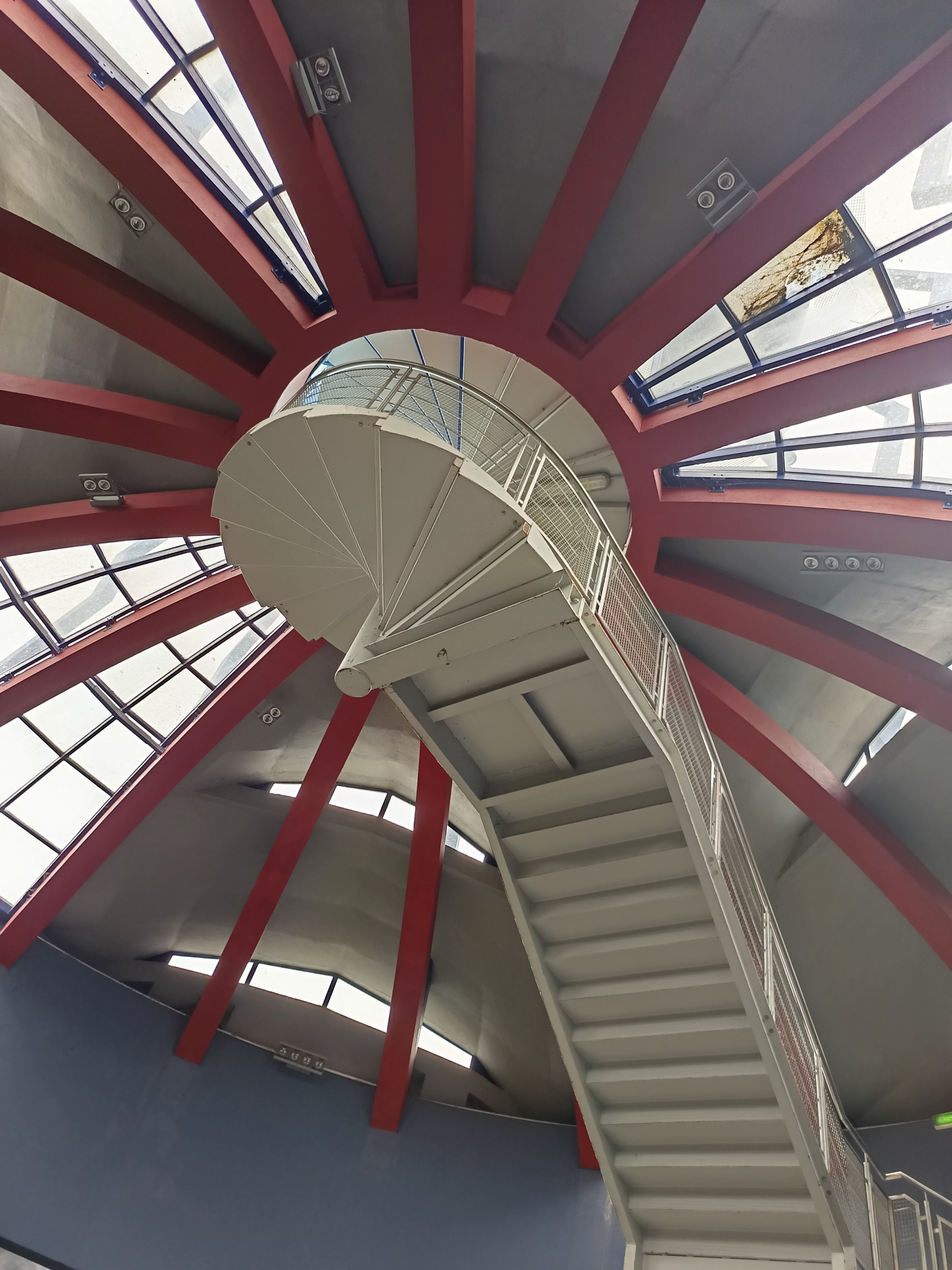
Interiér
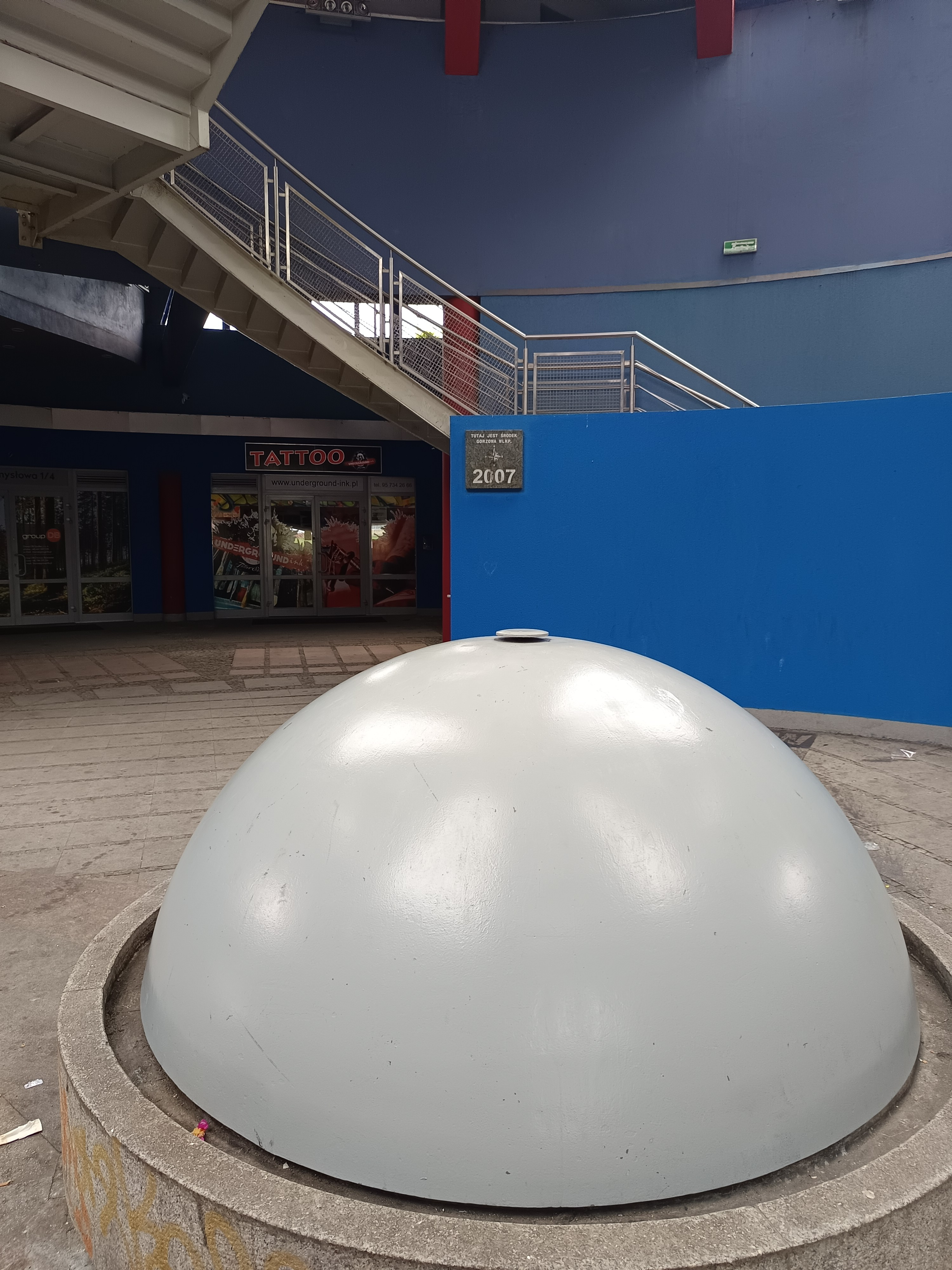
Interiér